# Câmera Holga
Holga é uma câmera de formato médio produzida na China com o objetivo de ser uma câmera barata e acessível à boa parte da população e que utilizasse o então filme popular na China, o filme 120 (médio formato).

## História
A câmera Holga, projetada por T.M. Lee, foi produzida inicialmente em 1982 na China.
O sucesso da Holga se deu graças à popularização das toy-cameras e da fotografia lo-fi no Ocidente, sendo vendidas mais de meio-milhão de unidades em 20 anos em mais de 30 países.
Sendo considerada a sucessora da câmera Diana, a Holga mantém a estética lo-fi, utilizando lentes e corpo de plástico. As lentes de plástico causam distorções nas fotos, criando um efeito de "sonho", que tem sido muito procurado por fotográfos de arte, amantes da fotografia e entusiastas em geral. Esse efeito é causado pela má qualidade das lentes e por serem em uma única peça, diferente da maioria das câmeras.
Outro efeito conhecido é o Vignetting, que ocorre quando a câmera expõem sobre um frame de 6x6cm (este efeito também pode ser obtido com a Holga 135 BC que funciona com filme 35mm), deixando as bordas do frame mais escuras que sua parte central. 
A Holga apresenta 2 seleções de abertura de diafragma. Devido à problemas na linha de montagem nos primeiros anos de fabricação, por algum tempo este switch não apresentava nenhuma função, devendo-se calcular a abertura de f/13 de forma fixa.
Certa dificuldade pode ser encontrada por fotógrafos menos experientes ao carregar os filmes de médio formato em uma Holga, sendo que muitas vezes só é possível ter certeza do sucesso desta operação somente após a revelação das fotos. Nas Holga 120 o botão de disparo do obturador fica ao lado da lente, e não no topo da câmera.

## Lentes de Plástico
A maior parte das câmeras Holga possuem lentes de plástico com distância focal de 60 milímetros e foco de 1 metro até o infinito. 

## Modificações
As câmeras Holga são com frequência modificadas por entusiastas da lomografia. Algumas das customizacões feitas são:
- Revestir o interior da câmera com tinta preta para limitar o efeito da reflexão da luz no plástico do interior da câmera.
- Modificar o diafragma para que sejam possíveis f/ stops maiores.
- As lentes e o mecanismo de disparo podem ser substituídos por mecanismos de pinhole.
- Substituição das lentes de plástico originais por lentes de vidro da versão Wocca.
- Alguns modelos possuem acessórios que modificam o tamanho dos frames (4.5x6cm e 6x6 cm) e que possibilitam o uso de filme 35mm nas câmeras 120mm.
- Câmeras de médio formato como as Hasselblad passam por modificações na baioneta para aceitar lentes das Holga.
- As lentes de plástico das Holga podem ser adaptadas para uso em câmeras SLR Canon EOS, Nikon f-mount, Pentax, Sony, Olympus e Minolta.

## Modelos

### Filme 110mm
- Holga Micro 110 Spy Camera - f/8. 1/125 sec.

### Filme 120
- Holga 120N - Sem flash embutido, modo B (bulb), rosca para tripé. f/8. 1/100 sec.
- Holga 120FN - Flash Embutido, modo B (bulb), rosca para tripé. f/8. 1/100 sec.
- Holga 120CFN - Flash colorido embutido, rosca para tripé. f/8. 1/100 sec.
- Woca 120GN - Versão da Holga 120N com lentes de vidro. f/8. 1/100 sec.
- Holga 120 GFN - Lente de vidro, flash embutido, rosca para tripé. f/8. 1/100 sec.
- Holga 120WPC Wide Pinhole Camera - Pinhole com o.30mm de diâmetro. ângulo de visão de 120 graus. modo b.f/133.
- Holga 120 3D Stereo Camera - Com duas lentes e dois flashs coloridos. f/8. 1/100 sec.

### Filme 35mm

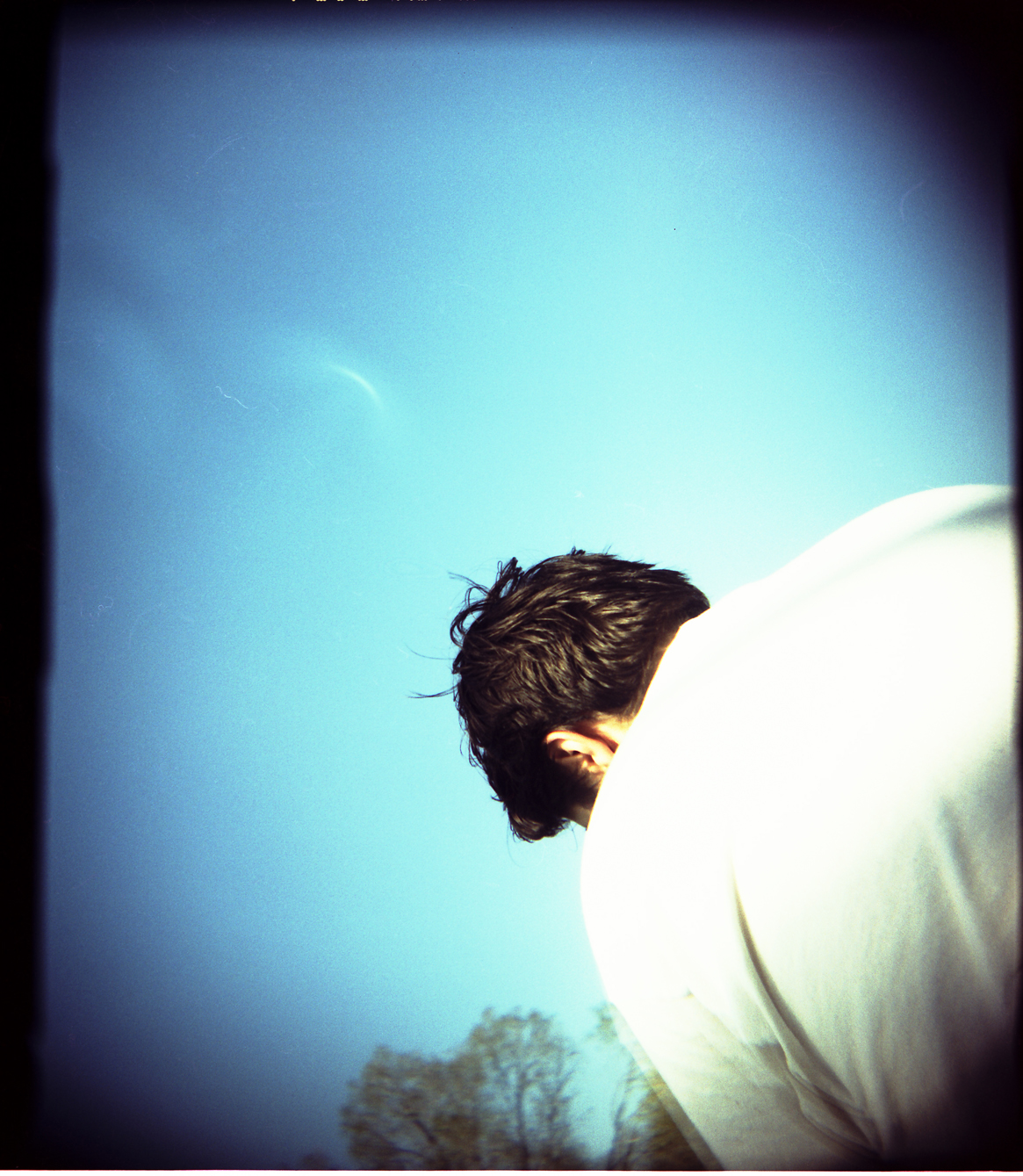
Uma amostra de imagem feita com a Holga, mostrando sua característica vinheta (fotografia).

- Holga 135 - f/8. 1/100 sec. modo b.
- Holga 135 BC - Efeito corner vignetting (escurecimento das bordas). modo b.
- Holga 35 AFX
- Holga K200 - Lentes de plástico. f/8. 1/100 sec.
- Holga K200N - Lente fisheye (screw lens) e flash colorido embutido. Lentes de plástico. f/8. 1/100 sec.
- Holga K205 Cat Face - Toy Camera. Som de gato miando acionado por um botao na câmera. f/8. f/100 sec.
- Holga 135BC TLR - Lentes de plástico, f/8, efeito corner vignetting (vinhetas), modo b, visor, hotshoe, 1/100 s, 2 opções de visor: nível do olho e nível da cintura, foco manual, longas exposições, múltiplas exposições

## Acessórios
- Adaptador para uso de filme 35mm em Holgas 120: Disponíveis em dois modelos: full negative e panorâmico. Ambos vêm com uma porta traseira à prova de luz e máscara que segura o rolo de filme 35mm no lugar.
- Filtros (coloridos, efeitos especiais e furo central)
- Suportes para filtros
- Lente FishEye
- Flashes coloridos
- Slave Flashes
- Cabo de disparo
- Cortador de fotos para formato FishEye
- Ampliadores para uso em estúdio com lentes Holga

## Livros
- The Last Harvest:Truck Farmers in the Deep South, Perry Dilbeck
- Holga: The World Through a Plastic Lens, editado por Adam Scott, texto dos membros da Sociedade Lomográfica Internacional
- Nonfiction, Christopher Anderson
- Plastic Cameras, Michelle Bates
- Vacancies, Fredric Lebain